# Hilário da Conceição
Hilário da Conceição (* 19. března 1939 Lourenço Marques) je bývalý portugalský fotbalista, levý obránce. Po skončení aktivní kariéry působil jako trenér.

## Fotbalová kariéra
Začínal v mosambickém týmu Sporting Lourenço Marques. Od roku 1958 hrál v portugalské lize za Sporting Lisabon, se kterým vyhrál třikrát portugalskou ligu a třikrát portugalský pohár. Celkem v portugalské lize nastoupil ve 331 utkáních a dal 1 gól. V Poháru mistrů evropských zemí nastoupil ve 12 utkáních, v Poháru vítězů pohárů nastoupil ve 14 utkáních a v roce 1964 soutěž se Sportingem vyhrál a ve Veletržním poháru nastoupil v 18 utkáních. Za reprezentaci Portugalska nastoupil v letech 1959–1971 ve 40 utkáních. Na Mistrovství světa ve fotbale 1966 byl členem bronzové portugalské reprezentace, nastoupil ve všech 6 utkáních.

## Ligová bilance
| Ročník                        | Zápasy | Góly | Klub             |
| ----------------------------- | ------ | ---- | ---------------- |
| 1. portugalská liga 1958/1959 | 16     | 0    | Sporting Lisabon |
| 1. portugalská liga 1959/1960 | 26     | 0    | Sporting Lisabon |
| 1. portugalská liga 1960/1961 | 25     | 0    | Sporting Lisabon |
| 1. portugalská liga 1961/1962 | 24     | 0    | Sporting Lisabon |
| 1. portugalská liga 1962/1963 | 26     | 0    | Sporting Lisabon |
| 1. portugalská liga 1963/1964 | 20     | 0    | Sporting Lisabon |
| 1. portugalská liga 1964/1965 | 22     | 0    | Sporting Lisabon |
| 1. portugalská liga 1965/1966 | 26     | 0    | Sporting Lisabon |
| 1. portugalská liga 1966/1967 | 23     | 0    | Sporting Lisabon |
| 1. portugalská liga 1967/1968 | 25     | 1    | Sporting Lisabon |
| 1. portugalská liga 1968/1969 | 19     | 0    | Sporting Lisabon |
| 1. portugalská liga 1969/1970 | 24     | 0    | Sporting Lisabon |
| 1. portugalská liga 1970/1971 | 23     | 0    | Sporting Lisabon |
| 1. portugalská liga 1971/1972 | 30     | 0    | Sporting Lisabon |
| 1. portugalská liga 1972/1973 | 2      | 0    | Sporting Lisabon |
| CELKEM 1. portugalská liga    | 331    | 1    |                  |